# Jan Huijgen
Johannes Hendrikus Antonius (Jan) Huijgen (Rotterdam, 7 februari 1886 – Utrecht, 20 februari 1964) was een Nederlandse snelwandelaar. Hij nam eenmaal deel aan de Olympische Spelen, zonder daarbij tot aansprekende resultaten te komen.

## Loopbaan
Huijgen nam deel aan de Olympische Spelen van 1908 in Londen op de nummers 3500 meter snelwandelen en 10 mijlen snelwandelen. Op het eerste nummer werd hij in de derde serie met een tijd van 17.43,0 uitgeschakeld voor de finale. Op het tweede nummer haalde hij de volgende ronde niet, omdat hij in zijn serie de race voortijdig beëindigde.
Huijgen trainde voor het snelwandelen door dagelijks samen met zijn vriend Willem Winkelman van zijn woonplaats Delfshaven naar het werk in Rotterdam te lopen en terug. Fietsen waren er in die tijd nog bijna niet. Dat was iets voor de welgestelden. Beide mannen stapten daarbij zo hard mogelijk door, pakje brood onder de arm. Totdat Jan Huijgen een keer op een zondag met echte snelwandelaars meeliep. Tot zijn grote verbazing kon hij ze bijhouden. Vervolgens meldden Huijgen en Winkelman zich in 1906 aan bij de Rotterdamse atletiekvereniging Pro Patria. Twee jaar lang kwamen zij op zondag in wedstrijden uit. De resultaten waren dusdanig, dat beiden in 1908 naar de Olympische Spelen werden uitgezonden. Daar bleken zij evenwel geen partij te zijn voor de Engelsen.